# ベティ・アッカーマン
ベティ・ルイーズ・アッカーマン（Bettye Louise Ackerman、1924年2月28日－2006年11月1日）は  、アメリカ合衆国の女優。主にテレビ作品への出演で知られている。

## 生涯と経歴
サウスカロライナ州コテッジヴィルに、クラレンス・キルゴ・アッカーマンとメアリー・ベイカー・アッカーマンの娘として生まれる。サウスカロライナ州の南西部、バーンウェル郡ウィリストンで育つ。他に三人の兄弟姉妹がいた。1945年、サウスカロライナ州にあるコロンビアカレッジを卒業、すぐにニューヨークに移る。ABCの医療ドラマ「ベン・ケーシー」に、1961年から1966年までマギー・グラハム医師の役で出演している。「ブラッケンズ・ワールド」にはアン・フレイザーの役で出演、昼間の番組である「リターン・トゥ・ペイトンプレイス」には初代コンスタンス・マッケンジーの役で出演している。ゴールデンタイムの連続ホームドラマ「ファルコン・クレスト」には、早い回のエピソードにエリザベス・ブラッドベリーの役で出演している。
また、レイモンド・バーが主演の「ペリー・メイソン」にも2度にわたり出演している。すなわち、アミー・レイド役で1965年の「熱泥棒の場合」の回に、またローラ・ブランドン役で1966年の「疑いようがない否定の場合」の回に出演しているのである。1977年にはABCの犯罪ドラマ「ザ・フェザー・アンド・ファーザー・ギャング」のパイロット版である「決して殺人者をだましてはならない」に出演している。
1956年6月7日、アッカーマン32歳の時、後に「ベン・ケーシー」で共演することになるサム・ジャッフェと結婚する。この時ジャッフェは65歳だった。年齢差が33歳もあったにもかかわらず、二人は1984年にジャッフェかガンで亡くなるまで、非常に満足の行く幸せな結婚生活を送った。子宝には恵まれなかった。
1998年、アッカーマンは、カリフォルニア州ビヴァリーヒルズの自宅を売却しサウスカロライナ州に戻った。自分の実家の家族の近くに移ったのである。その後間もなく、アルツハイマー病と診断され、さらに卒中を患って、2006年に亡くなった。
ベティ・アッカーマン・ジャッフェは芸術家としても知られ、ビヴァリーヒルズにおいても、またサウスカロライナ州コロンビアにおいても、展示会で多くの作品を発表している。